# Murzînți, Zvenîhorodka
Murzînți (în ucraineană Мурзинці) este un sat în comuna Nemoroj din raionul Zvenîhorodka, regiunea Cerkasî, Ucraina.

## Demografie
Componența lingvistică a localității Murzînți
     Ucraineană (91,78%)
     Rusă (8,22%)
Conform recensământului din 2001, majoritatea populației localității Murzînți era vorbitoare de ucraineană (91,78%), existând în minoritate și vorbitori de rusă (8,22%).